# Massacri anticomunisti
I massacri anticomunisti sono omicidi politici di massa ai danni di comunisti, presunti comunisti o dei loro presunti sostenitori da parte di persone, organizzazioni politiche o governi contrari al comunismo. Sin dalla nascita del movimento comunista esso ha incontrato una dura opposizione da parte dei governi di stampo liberista, nazista e fascista. Questa opposizione è stata spesso organizzata e violenta.

## Terrore bianco
"Terrore bianco" è un termine coniato durante la Rivoluzione francese nel 1795 per indicare la violenza controrivoluzionaria. Da allora gli storici hanno usato il termine "terrore bianco" per riferirsi alla repressione anticomunista.

## Americhe
L'America centrale e il Sudamerica furono devastati da molte sanguinose guerre civili e uccisioni di massa nel corso del XX secolo. Molte di esse furono di stampo politico o ruotavano attorno a questioni politiche, e si verificarono violenze e massacri anticomunisti.

### Argentina
Dal 1976 al 1983, la dittatura militare argentina, il processo di riorganizzazione nazionale, ha pianificato l'arresto e l'esecuzione di circa 30.000 civili sospettati di comunismo o di simpatie verso la sinistra. Ai bambini delle vittime veniva talvolta data una nuova identità e venivano adottati dalle famiglie di militari senza figli. Interrogati negli anni 2000, gli autori delle uccisioni sostennero che le loro azioni furono necessarie per la guerra contro il comunismo. Questa campagna faceva parte di una più ampia operazione anticomunista chiamata Operazione Condor, che prevedeva la repressione e l'assassinio di migliaia di dissidenti di sinistra e presunti comunisti da parte dei servizi di intelligence coordinati dei paesi del Cono Sud dell'America Latina, guidati dal Cile di Pinochet e sostenuto dagli Stati Uniti d'America.

### Colombia
L'Unione Patriottica, un partito politico legato alle FARC, è stata oggetto di violenza politica da parte di narcotrafficanti, paramilitari e agenti delle forze di sicurezza colombiane durante la metà degli anni '80, che hanno portato al suo declino e alla sua virtuale scomparsa.
Tra il 1986 e il 1990 furono uccisi almeno 4 000 membri del partito, compresi due candidati alla presidenza. Molti altri membri di spicco andarono in esilio all'estero.
Dopo il settembre 2002, l'UP non aveva più lo status di rappresentante formale e legale come partito politico. Tuttavia, nel luglio 2013 il Consiglio di Stato della Colombia ha restituito all'UP il suo status politico, permettendo ai suoi membri a candidarsi alle elezioni.

### El Salvador

#### Massacro dei contadini salvadoregni del 1932
Nel 1932, un'insurrezione guidata dai comunisti contro il governo di Maximiliano Hernández Martínez fu brutalmente repressa, provocando la morte di 30 000 contadini. Questo evento verrà ricordato come "La Matanza".

#### Guerra civile salvadoregna
La guerra civile di El Salvador (1979-1992) fu un conflitto tra il governo militare di El Salvador e una coalizione di cinque organizzazioni di guerriglieri di sinistra conosciute collettivamente come Fronte Farabundo Martí per la Liberazione Nazionale (FMLN). Il colpo di stato del 15 ottobre 1979, che portò all'uccisione dei manifestanti anti-golpe da parte del governo, è ampiamente visto come il punto di svolta verso la guerra civile.
Nel gennaio 1980, le organizzazioni politiche di sinistra si unirono per formare i Coordinated Revolutionaries of the Masses (CRM). Alcuni mesi dopo, i gruppi armati di sinistra si unirono per formare la Unified Revolutionary Directorate (DRU). Fu ribattezzato FMLN a seguito della fusione con il Partito Comunista nell'ottobre 1980.
La guerra civile a tutti gli effetti durò più di 12 anni, durante la quale gli squadroni della morte terrorizzarono e colpirono i civili, si verificarono inoltre il reclutamento di bambini soldato e altre violazioni dei diritti umani, soprattutto da parte dei militari del governo. Un numero sconosciuto di persone è "scomparso" durante il conflitto e le Nazioni Unite hanno riferito che oltre 75 000 persone sono stati uccise. Gli Stati Uniti hanno contribuito al conflitto fornendo grandi quantità di aiuti militari al governo di El Salvador durante le amministrazioni Carter e Reagan.

### Guatemala
Circa 200 000 civili guatemaltechi vennero uccisi durante la guerra civile guatemalteca (1960-1996) e almeno 40 000 persone sono scomparse. Massacri, sparizioni, torture ed esecuzioni sommarie di guerriglieri e in particolare di collaboratori civili dell'Esercito dei poveri, un gruppo di guerriglieri comunisti, per mano delle forze di sicurezza del regime militare guatemalteco appoggiate dagli Stati Uniti. Americas Watch Report, nel 1984, parlava di "l'omicidio di migliaia di persone da parte di un governo militare che mantiene la sua autorità terroristica". Human Rights Watch ha descritto azioni straordinariamente crudeli da parte delle forze armate, principalmente contro civili disarmati.
La repressione raggiunse livelli di genocidio come riconosciuto dall'Onu, nelle province settentrionali prevalentemente indigene dove operavano i guerriglieri dell'Esercito dei poveri. Lì, l'esercito guatemalteco considerava i Maya, tradizionalmente visti come subumani, come sostenitori dei guerriglieri e iniziò una campagna di omicidi e sparizioni di massa ai danni dei contadini Maya. Mentre i massacri di contadini indigeni erano avvenuti all'inizio della guerra, l'uso sistematico del terrore contro la popolazione indigena iniziò intorno al 1975 e raggiunse il culmine nella prima metà degli anni '80.

## Asia
Le lotte politiche e ideologiche in Asia durante il XX secolo hanno spesso coinvolto movimenti comunisti. Gli omicidi di massa anticomunisti sono avvenuti in Asia su larga scala.

### Cina

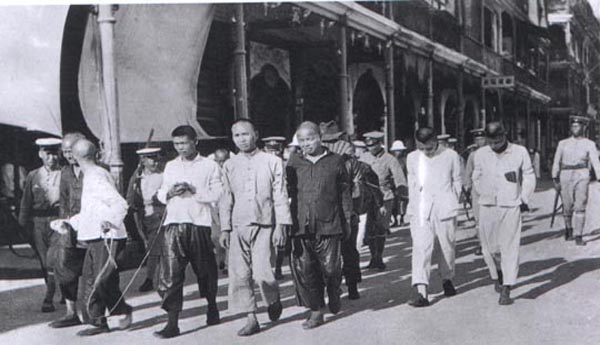
Truppe della KMT mentre radunano i prigionieri comunisti

Il massacro di Shanghai del 12 aprile 1927 fu una violenta repressione ai danni delle organizzazioni del Partito Comunista Cinese (CPC) a Shanghai da parte delle forze militari della fazione conservatrice di Chiang Kai-shek nel Kuomintang (KMT). A seguito della repressione, il KMT effettuò un'eliminazione su vasta scala dei comunisti in tutte le aree sotto il proprio controllo e si verificarono repressioni ancora più violente in città come Canton e Changsha. L'epurazione portò a una spaccatura aperta tra l'ala sinistra e la destra del KMT, con Chiang Kai-shek che si affermava come il leader dell'ala destra a Nanchino in opposizione al governo KMT di sinistra originario guidato da Wang Jingwei a Wuhan.
Il KMT prese contatti con le triadi di Shanghai, come la Banda verde, dandogli indicazione di attaccare, prima dell'alba del 12 aprile, gli uffici distrettuali controllati dai lavoratori sindacali, tra cui il distretto di Zhabei, Nanshi e Pudong. In base a un decreto di emergenza, Chiang ordinò alla 26ª armata di disarmare le milizie dei lavoratori, provocando la morte e il ferimento di oltre 300 persone. I lavoratori sindacali organizzarono un raduno di massa per denunciare Chiang il 13 aprile e migliaia di lavoratori e studenti andarono al quartier generale della 2ª divisione della 26ª armata per protestare. I soldati aprirono il fuoco, uccidendo 100 persone e ferendone molte altre. Chiang sciolse il governo provvisorio di Shanghai, i sindacati e tutte le altre organizzazioni sotto il controllo comunista e riorganizzò una rete di sindacati con fedeltà al Kuomintang sotto il controllo di Du Yuesheng. Oltre 1 000 comunisti furono arrestati, circa 300 furono giustiziati e oltre 5 000 scomparvero. I giornali occidentali soprannominarono in seguito il generale Bai come "Il falciatore di teste comuniste".
Alcuni comandanti dell'Esercito Rivoluzionario Nazionale di origini comuniste che erano diplomati all'Accademia militare di Whampoa tennero nascoste le proprie simpatie e non furono arrestati, molti di loro passarono dalla parte dei comunisti dopo l'inizio della guerra civile cinese.
I governi rivali gemelli del KMT, noto come la "divisione di Nanchino-Wuhan" (cinese: 宁 汉 分裂), non durarono a lungo perché anche il Kuomintang di Wuhan iniziò a purgare violentemente i comunisti dopo che il suo capo Wang venne a conoscenza dell'ordine segreto di Joseph Stalin a Mikhail Borodin in cui diceva che gli sforzi del CPC dovevano essere organizzati in modo da poter rovesciare il KMT di sinistra e assumere il governo di Wuhan. Più di 10 000 comunisti nel Canton, Xiamen, Fuzhou, Ningbo, Nanchino, Hangzhou e Changsha furono arrestati e giustiziati nei successivi 20 giorni. L'Unione Sovietica interruppe ufficialmente la sua cooperazione con il KMT e Wang, temendo la punizione come simpatizzante comunista, fuggì in Europa. Il governo nazionalista di Wuhan si disintegrò presto, lasciando Chiang come unico legittimo leader del Kuomintang. In un anno, oltre 300.000 persone sono state uccise in tutta la Cina nelle campagne di repressione condotte dal KMT.

#### Guerra civile cinese
Durante la guerra civile, la fazione anticomunista del Kuomintang uccise 1.131.000 soldati durante le sue campagne di coscrizione, prima di entrare in combattimento, massacrando oltre 1 milione di civili durante la guerra civile.

### Timor Est
Il governo indonesiano, accusando di comunismo in maniera strumentale il Fronte Rivoluzionario di Timor Est Indipendente, organizzazione socialista, minò i rapporti nell'Unione Democratica Timorese e favorì l'instabilità a Timor Est, creando così un pretesto per invadere il paese nel 1975. Durante l'invasione indonesiana di Timor Est e l'eventuale occupazione, i militari indonesiani uccisero e fecero morire di fame circa 150.000 cittadini di Timor Est, circa un quinto della sua popolazione. L'Università di Oxford ha ottenuto un consenso accademico chiamando l'occupazione il "genocidio di Timor Est" e l'Università di Yale l'ha inserita nel suo programma di studi sul genocidio.

### Indonesia

Testi anticomunisti indonesiani.

Una violenta purga anticomunista ha avuto luogo poco dopo un colpo di stato fallito nella capitale dell'Indonesia, Giacarta, di cui è stato incolpato il Partito Comunista dell'Indonesia (PKI). Le stime sul numero di persone uccise dalle forze di sicurezza indonesiane sono comprese tra 500 000 e 3 000 000 persone. La sanguinosa epurazione costituisce uno dei peggiori, eppure meno noti, omicidi di massa dopo la seconda guerra mondiale.
I massacri iniziarono nell'ottobre del 1965 a Giacarta, si diffusero a Giava centrale e orientale e successivamente a Bali e si verificarono piccoli focolai su parti di altre isole, in particolare Sumatra. Quando la presidenza di Sukarno iniziò a sgretolarsi e Suharto iniziò ad affermare il controllo a seguito del tentativo di colpo di stato, i capi nazionali superiori della PKI furono cacciati e arrestati e alcuni di essi furono sommariamente giustiziati e l'Aeronautica indonesiana in particolare fu un bersaglio dell'epurazione. Il presidente del PKI Dipa Nusantara Aidit era volato a Giava Centrale all'inizio di ottobre, dove il tentativo di colpo di stato era stato sostenuto da ufficiali di sinistra a Yogyakarta, Salatiga e Semarang. Il suo compagno di partito Njoto venne ucciso intorno al 6 novembre, Aidit il 22 novembre e il primo vice presidente del PKI MH Lukman venne ucciso poco dopo.
Nel 2016, un tribunale internazionale dell'Aja ha stabilito che le azioni del governo indonesiano sono state crimini contro l'umanità e ha anche stabilito che gli Stati Uniti e altri governi occidentali furono complici dei crimini. I documenti declassificati pubblicati nel 2017 confermano che non solo il governo degli Stati Uniti aveva una conoscenza dettagliata dei massacri avvenuti, ma è stato anche profondamente coinvolto nella campagna di uccisioni di massa. Lo storico John Roosa sostiene che i documenti mostrano che "gli Stati Uniti erano parte integrante dell'operazione, suggerendo strategie all'esercito indonesiano e incoraggiandoli a colpire il PKI". Secondo lo storico dell'Università del Connecticut Bradley R. Simpson, i documenti "contengono dettagli dannosi su come gli Stati Uniti stessero spingendo volontariamente e allegramente per l'omicidio di massa di persone innocenti". Lo storico dell'Università della California, Los Angeles, Geoffrey B. Robinson ritiene che senza il sostegno degli Stati Uniti e di altri potenti stati occidentali, il programma di uccisioni di massa dell'esercito indonesiano non si sarebbe verificato.

### Corea
Durante la guerra di Corea, decine di migliaia di sospetti comunisti e simpatizzanti comunisti furono uccisi in quello che divenne noto come il massacro della lega di Bodo. Le stime del bilancio delle vittime variano. Secondo il prof. Kim Dong-Choon, commissario della Commissione per la verità e la riconciliazione, almeno 100 000 persone sono state messe a morte con l'accusa di sostenere il comunismo. La stragrande maggioranza - l'82% - dei massacri dell'era della guerra coreana che la Commissione per la verità e la riconciliazione è stata richiesta per indagare sono stati perpetrati dalle forze sudcoreane, in confronto al 18% dei massacri perpetrati dalle forze nordcoreane.

### Taiwan
Decine di migliaia di persone, etichettate come simpatizzanti e spie comuniste, furono uccise dal governo di Chiang Kai-shek durante il terrore bianco a Taiwan, una violenta repressione dei dissidenti politici in seguito all'incidente del 28 febbraio del 1947. Le proteste sono scoppiate il 27 febbraio a seguito di un alterco tra un gruppo di agenti del Tobacco Monopoly Bureau e un residente di Taipei, con manifestanti che chiedevano riforme democratiche e la fine della corruzione. Il regime del Kuomintang rispose usando la violenza per reprimere la rivolta popolare. Nel corso dei giorni successivi il governo uccise diverse migliaia di persone, con stime che generalmente stabiliscono il bilancio delle vittime che vanno dalle 10 000 alle 30 000 o anche di più. Dal 1947 al 1987, anno della revoca della legge marziale, sono stati imprigionati circa 140 000 taiwanesi, di cui circa 4 000 sono stati giustiziati per la loro presunta opposizione al regime del Kuomintang.

### Thailandia
Il governo militare thailandese e il suo Comando operazioni per la sicurezza interna (CSOC), aiutato dal Reale esercito thailandese, dalla Reale polizia thailandese e dai paramilitari, reagirono con misure drastiche all'insurrezione del Partito Comunista della Thailandia negli anni '60 e '70. Le operazioni anticomuniste culminarono tra il 1971 e il 1973 durante il dominio del feldmaresciallo Thanom Kittikachorn e del generale Praphas Charusathien. Secondo dati ufficiali, 3 008 sospetti comunisti furono uccisi in tutto il paese. Le stime alternative sono molto più alte. Questi civili venivano generalmente uccisi senza alcun procedimento giudiziario.
Un esempio di spicco furono le uccisioni del cosiddetto "Red Drum" o "Red Barrel" (Barile rosso) di Lam Sai, provincia di Phatthalung, Tailandia del sud, dove più di 200 civili (resoconti informali parlano fino a 3 000) sono stati accusati di aiutare i comunisti e sono stati bruciati in fusti di petrolio rosso da 200 litri, a volte dopo essere stati uccisi per smaltire i loro corpi e altre volte bruciati vivi. Su questi fatti non è mai stato indagato a fondo e nessuno degli autori è stato assicurato alla giustizia.
Dopo tre anni di governo civile in seguito alla rivolta popolare dell'ottobre 1973, almeno 46 studenti e attivisti di sinistra che si erano radunati nel campus dell'Università di Thammasat e nei dintorni di Bangkok furono massacrati dalla polizia e dai paramilitari di destra il 6 ottobre 1976, in quello che verrà ricordato come massacro dell'Università Thammasat. Erano stati accusati di sostenere il comunismo. L'omicidio di massa ha seguito una campagna di propaganda violentemente anticomunista da parte di politici, media e del clero di destra, esemplificata dall'affermazione del monaco buddista Phra Kittiwuttho secondo cui uccidere i comunisti non era un peccato.

### Vietnam
Benjamin Valentino stima che gli Stati Uniti e il Vietnam del Sud abbiano commesso dai 110 000 ai 310 000 "omicidi di massa" nelle operazioni di controguerriglia durante la guerra del Vietnam.

## Europa
Il movimento comunista ha affrontato l'opposizione dalla sua fondazione in Europa alla fine del XIX secolo. L'opposizione è stata talvolta violenta e nel corso del XX secolo si sono verificati omicidi di massa anticomunisti su larga scala.

### Germania
I comunisti, i socialisti e i sindacalisti tedeschi furono tra i primi oppositori del nazismo e furono anche i primi ad essere inviati nei campi di concentramento. Adolf Hitler affermò che il comunismo era un'ideologia ebraica che i nazisti chiamavano "giudeo-bolscevismo". La paura dell'agitazione comunista fu usata per giustificare il Decreto dei pieni poteri del 1933, che portò allo scioglimento del Partito Socialdemocratico di Germania. Hermann Göring in seguito testimoniò al processo di Norimberga che la volontà dei nazisti di reprimere i comunisti tedeschi spinse il presidente Paul von Hindenburg e l'élite tedesca a collaborare con i nazisti. Il primo campo di concentramento fu costruito a Dachau nel marzo del 1933 per imprigionare i comunisti tedeschi, i socialisti, i sindacalisti e altri oppositori dei nazisti. Comunisti, socialdemocratici e altri prigionieri politici furono costretti a indossare un triangolo rosso .
Nel 1936, la Germania concluse un accordo internazionale con il Giappone per combattere il Comintern, l'Internazionale Comunista. Dopo l'assalto tedesco alla Repubblica Socialista Federativa Sovietica Russa nel 1941, il Patto anticomintern fu rinnovato, ora con molti nuovi firmatari degli stati occupati in tutta Europa e anche in Turchia ed El Salvador. Migliaia di comunisti del territorio occupato tedesco furono arrestati e successivamente deportati nei campi di sterminio nazisti. Ogni volta che i nazisti conquistavano un nuovo territorio, i membri di gruppi comunisti, socialisti e anarchici furono le prime persone a essere arrestate o giustiziate immediatamente. Sul fronte orientale, prove di questa pratica si trovano nell'ordine del commissario di Hitler in cui ordinò l'esecuzione sommaria di tutti i commissari politici catturati tra i soldati sovietici, nonché l'esecuzione di tutti i membri del Partito comunista di Germania in patria. L'Einsatzgruppen attuò queste esecuzioni nell'est.

### Grecia
Il disarmo del movimento di resistenza EAM-ELAS dominato dai comunisti all'indomani dell'accordo di Varkiza, nel febbraio 1945, fu seguito da un periodo di repressione politica e legale della sinistra da parte del governo greco. La posizione del governo facilitò la creazione di un totale di 230 bande paramilitari di destra, che contavano da 10.000 a 18.000 membri nel luglio 1945. Gli squadroni della morte di destra si impegnarono nella persecuzione organizzata della sinistra greca, che divenne nota come Terrore bianco. Nel periodo compreso tra l'accordo di Varkiza e le elezioni del 1946, le squadre terroristiche di destra commisero 1.289 omicidi, 165 stupri, 151 rapimenti e sparizioni forzate. 6.681 persone rimasero ferite, 32.632 torturate, 84.939 arrestate e 173 donne furono rasate. In seguito alla vittoria dello Schieramento Unito dei Nazionalisti il 1º aprile 1946 e fino al 1º maggio dello stesso anno, 116 esponenti della sinistra furono assassinati, 31 feriti, 114 torturati, 4 edifici furono dati alle fiamme e 7 uffici politici furono saccheggiati.

### Spagna
In Spagna, il terrore bianco (o "Repressione franchista") si riferisce alle atrocità commesse dai nazionalisti durante la guerra civile spagnola e alle atrocità commesse successivamente nella Spagna franchista.
Le stime sui decessi per terrore bianco vanno da 150.000 a 400.000. Non esistono cifre concrete perché il governo franchista distrusse migliaia di documenti relativi al terrore bianco e ha cercato di nascondere le prove che rivelavano le esecuzioni dei repubblicani. Migliaia di vittime sono sepolte in centinaia di fosse comuni non contrassegnate, oltre 600 nella sola Andalusia. La più grande fossa comune è quella del cimitero di San Rafael alla periferia di Malaga (con forse più di 4 000 corpi). L'Associazione per il recupero della memoria storica (Asociación para la Recuperación de la Memoria Historica o ARMH) afferma che il numero di scomparsi è di oltre 35 000.
Secondo la "Platform for Victims of Disappearances Enforced by Francoism", sono scomparse 140 000 persone, vittime della guerra civile spagnola e della successiva Spagna franchista.

### Russia
Il terrore bianco in Russia si riferisce alla violenza organizzata e agli stermini compiuti dall'Armata Bianca durante la guerra civile russa (1917-1923). Essa si protrasse dal 1917, anno in cui i bolscevichi presero il potere e terminò con la sconfitta dell'Armata Bianca per mano dell'Armata Rossa. Le stime delle vittime nel terrore bianco variano tra le 20 000 e 100 000 persone e stime molto più elevate di 300 000 morti.